# Lourenço de Jesus Maria José Vaz de Almada
Lourenço de Jesus a de Maria José Vaz de Almada (Santa Engrácia (Lisboa), 14 de dezembro de 1897 - Alvalade (Lisboa), 7 de março de 1978), 6º conde de Almada e conde de Avranches, foi um engenheiro e historiador português.
Era proprietário do senhorio dos Lagares d´El-Rei, em Lisboa, onde morava, e dum terço do Paço de Lanheses, onde lhe fez algumas remodelações arquitectónicas tal como tinha feito na sua referida morada da capital.

## Biografia
Foi baptizado a 16 de dezembro de 1897 na Igreja de Santa Engrácia de Lisboa, tendo como padrinhos Salvador de Almeida Correia de Sá, conde de Lavradio, e Nossa Senhora da Conceição tendo como oferenda a D. Leocádia de Santana e Vasconcelos Moniz de Bettencourt casada com o seu tio D. Miguel Vaz de Almada.
Exercendo o papel de lugar-tenente de D. Duarte Nuno de Bragança e representando D. Aldegundes de Bragança, condessa de Bardi, legítimos herdeiros do ramo "legitimista" à coroa do Reino de Portugal, atribuído aos descendentes directos de D. Miguel I de Portugal, foi um dos monárquicos que esteve, em 1922, em Paris, para fazer parte da negociação a que deu origem ao chamado Pacto de Paris, num processo de conciliação dos dois ramos da família do Ducado de Bragança, que pretendia unir pedristas e miguelistas. Tendo este acordo sido bastante mal recebido pelos seus pares e causando-lhe bastante desgosto mas que a História, que se lhe seguiu, lhe deu razão.
Foi vereador da Câmara Municipal de Lisboa e acompanhou D. Duarte Nuno de Bragança ao Brasil, por ocasião do seu casamento real, e do qual resultou um livro.
Foi louvado pelos Caminhos de Ferro de Portugal, onde trabalhava, pelo zelo e dedicação que tiveram com a sua colónia de férias.
Por essa ocasião foi o tutor dos filhos de Francisco de Assis de Almeida Mendia, seu colega de profissão, que entretanto tinha morrido viúvo.

## Publicações
- «Relação dos feitos de Dom Antão de Almada: oferecida ao mui alto príncipe Senhor Dom Duarte, Duque de Bragança.» - 1940[9]

- «Notas sobre a Viagem de sua Alteza Real o Senhor Duque de Bragança ao Brasil em 1942.» - 1943[10]

- «Uma Figura Notável no Tempo dos Franceses : D. Lourenço José Boaventura de Almada, 1º conde de Almada (1758-1815).» - 1973[11]

## Dados genealógicos
Filho de:
- Luís Vaz de Almada (Lisboa, 4 de abril de 1863,[12] - Ericeira, 29 de setembro de 1919[13])[14], 5º conde de Almada e conde de Avranches. Casado, a 30 de maio de 1894, comː
- D. Maria José dos Anjos de Almeida Correia de Sá (Lisboa, 14 de maio de 1871 - 28 de abril de 1964[15]), filha de José Correia de Sá e Benevides Velasco da Camara e de D. Eugénia de Jesus Maria de Todos os Santos de Almeida Soares Portugal de Alarcão Ataíde e Meneses herdeira dos títulos de marquesa de Lavradio e condessa de Avintes.[16]

Casado, em 23 de novembro de 1920, na Quinta Fonte do Anjo, nos Olivais, em Lisboa, com:
- D. Helena Luísa Zarco da Câmara Viterbo (Lisboa, 21 de junho de 1897 - Lisboa, 25 de outubro de 1987[17]), filha do Dr. Fiel da Fonseca Viterbo e de sua mulher D. Maria José Gonçalves Zarco da Cãmara, filha de José Maria Gonçalves Zarco da Camara, 9.º conde da Ribeira Grande e Maria Helena de Castro e Lemos Magalhães e Menezes.[16]

Tiveram:
- Maria José Vaz de Almada
- Maria Eugénia Vaz de Almada
- Maria Henriqueta Vaz de Almada
- Maria Rita Vaz de Almada
- Luís Francisco de Almada (Lisboa, 9 de dezembro de 1927 - Lanheses, 26 de dezembro de 1998)[18]
- Maria Helena Vaz de Almada
- Álvaro Vaz de Almada
- Maria da Rosário Vaz de Almada
- Maria Isabel Vaz de Almada[16]